# 1992年航空
此條目列出1992年發生有關航空運輸的事件。

## 事件

### 3月
- 3月25日：馬耳他國際機場重建後的航站樓正式啟用。

### 5月
- 5月17日：巴伐利亞州慕尼黑慕尼黑機場啟用。

### 7月
- 7月1日：東京都神津島神津島機場啟用。
- 7月22日：內蒙古自治區錫林浩特錫林浩特機場搬遷至現址。
- 7月26日：山東省濟南市濟南遙牆國際機場啟用。

### 8月
- 8月5日：清萊府清萊國際機場啟用。
- 8月28日：河南省南陽市南陽姜營機場啟用。

### 11月
- 11月2日：空中巴士A330進行首飛。

### 12月
- 12月16日：四川省宜賓市宜賓菜壩機場啟用。